# Gotta Serve Somebody
Pistes de Slow Train Coming
Changing of the Guards Precious Angel
« Gotta Serve Somebody » est une chanson écrite et interprétée par l'auteur-compositeur-interprète américain Bob Dylan, publiée en ouverture de son album studio de 1979 Slow Train Coming. Elle a remporté le Grammy Award de la meilleure performance vocale masculine dans le domaine du rock en 1980. Elle est ensuite entrée dans l'anthologie par les albums de compilation Biograph (1985), Bob Dylan's Greatest Hits Volume 3 (1994), The Essential Bob Dylan (2000), The Best of Bob Dylan et l'album Dylan.

## Historique
La chanson a été enregistrée en mai 1979 aux Muscle Shoals Sound Studios à Sheffield Alabama et produite par Jerry Wexler. Le titre n'apparaît jamais en tant que tel dans les paroles, bien que de nombreuses mentions de « You're “”gonna“” have to serve somebody » s'en rapprochent. La face B, « Trouble in Mind », était un original de Dylan qui avait été enregistré pour « Slow Train Coming » mais qui n'en a finalement pas fait partie.
Dans le dernier couplet, Dylan fait une référence alors courante mais désormais obscure (« You may call me RJ, you may call me Ray »), paraphrasant le numéro de l'humoriste Bill Saluga, qui se produisait sous le nom de « Raymond J. Johnson Jr. ».

## Accueil
En tant que premier album de Dylan pendant sa période « gospel », « Gotta Serve Somebody » a été accueilli par des critiques divergentes ; John Lennon a critiqué la chanson et a écrit une parodie intitulée « Serve Yourself » en réponse,. Néanmoins, le single a remporté le Grammy de la meilleure performance vocale rock masculine en 1980. L'effort est toujours le dernier succès de Dylan dans le top 40 du Hot 100, culminant à la 24e place et restant dans le classement pendant 12 semaines,. C'est au Canada que la chanson a le mieux marché, avec deux semaines à la 23e place.
Cash Box a déclaré que les « instruments bluesy » étaient le point fort de la chanson et que « Dylan évite un ton prêcheur avec des apartés humoristiques ».". Record World a déclaré que « les voix ferventes de Dylan, agrémentées d'un chœur féminin gospel et de lignes de clavier/guitare discrètes, en font une déclaration importante ».
En 2016, le magazine Rolling Stone a classé la chanson au 43e rang de sa liste des « 100 plus grandes chansons de Bob Dylan ». En 2021, un article du Guardian l'a incluse dans une liste de « 80 chansons de Bob Dylan que tout le monde devrait connaître ».

## Reprises
Peu après la sortie de la chanson, Devo, déguisé en groupe de reprises chrétiennes, Dove, a régulièrement interprété « Gotta Serve Somebody » lors de la dernière étape de sa tournée Duty Now for the Future, avec la mascotte de Devo Booji Boy au chant, déclarant : « Nous avions l'habitude de faire de la musique diabolique comme le groupe Devo, mais ensuite Jerry (...) s'est assis sur un disque de Bob Dylan », parodiant ainsi la récente conversion de Dylan.
La chanson a été reprise par plus de 50 autres artistes. Parmi les versions les plus remarquables, citons celles de Shirley Caesar, Willie Nelson, Natalie Cole, Pops Staples, Etta James, Aaron Neville, Mavis Staples, Eric Burdon et Judy Collins.
Un enregistrement live de 2011 de Levon Helm et Mavis Staples figure sur l'album 2022 Carry Me Home.
Le groupe de funk américain Vulfpeck a repris la chanson dans son album de 2022 Schvitz.

## Performances en direct
Dylan a interprété la chanson plus de 500 fois en concert entre 1979 et 2024. Les versions live qu'il a interprétées ces dernières années comportent des paroles presque entièrement nouvelles, comme on peut le voir dans son exposition d'art « Mondo Scripto » en 2018. Une version live jouée avec le Grateful Dead en 1987 a été incluse dans l'album live publié officiellement Dylan and the Dead. Sept versions supplémentaires de la chanson (cinq performances live de 1979-1980, une sortie de studio et une répétition de tournée) ont été incluses dans le coffret The Bootleg Series Vol. 13 : Trouble No More 1979-1981 en 2017.La chanson a été interprétée lors de l'émission Saturday Night Live, le 20 octobre 1979. Eric Idle était l'animateur ce soir-là.

## Dans la culture populaire
La chanson a figuré en bonne place dans l'épisode « House Arrest » de Sopranos en l'an 2000, et Mountain's version a été utilisé pour le film préquel de 2021 Sopranos The Many Saints of Newark.